# Galapiat Cirque
El Galapiat Cirque es una compañía de circo francesa, creada en 2006.

## Historia
La compañía Galapiat Cirque fue fundada en 2006 por artistas de circo que se conocieron en el Centro Nacional de las Artes del Circo de Châlons-en-Champagne: Elice Abonce Muhonen, Sébastien Armengol, Jonas Séradin, Lucho Smit, Sébastien Wojdan y Moïse Bernier. El encuentro y la itinerancia son los dos elementos esenciales de su trabajo. Los objetivos de sus miembros son: viajar con un espectáculo, transmitir, aprender, compartir.
En el 2008 montaron su primer espectáculo: Risque Zéro.En abril de ese año, el Galapiat Cirque representó el espectáculo en el Ayuntamiento de Langueux. A raíz de este proyecto, la ciudad de Langueux y de Grand-Pré y el departamento de Roche-Jagu se convirtieron en la sede de la compañía.
En 2011, Galapiat montó Risque Zéro en Sudamérica en un viaje de tres meses, con trece personas de Argentina y Chile, en un intercambio para conocer circos sociales en las grandes ciudades y en las montañas. Tras esta experiencia acogieron a artistas de estos países en Francia y apoyaron la creación de una escuela de circo social itinerante.
En 2016, la asociación Galapiat Cirque se convirtió en una Sociedad Cooperativa de Interés Colectivo, con alrededor de cuarenta artistas.
En 2019, Galapiat Cirque regresó a Châlons-en-Champagne para montar el espectáculo On n’est pas là pour sucer des glaces con los alumnos de la 31ª promoción del Centro Nacional de las Artes Circenses, que fue anulado por la pandemia de COVID-19, y se retomó al año siguiente.
En 2021, Abonce realizó un cortometraje documental de 64 minutos, para mostrar el proceso de creación del espectáculo Mad in Finland, creado en 2012 y en el que todas las artistas de circo son mujeres finlandesas y que aborda los estereotipos de la cultura nórdica a través de números de diferentes disciplinas de circo como el trapecio, el alambre, telas aéreas, rola-bola y acrobacias mano a mano.

## Espectáculos
- 2008: Risque Zéro.
- 2009: BLANC.[13][14]
- 2012: Mad in Finland y Sur le Chemin de la route.[12][15]
- 2013: Marathon y Capilotractées.[5][16][17]
- 2014: BOI.[18]
- 2015: Château Descartes, la F.R.A.P. y ParasiteS.[5][19]
- 2016: C'est quand qu'on va où!?[5]
- 2018: Attraction Capillaire y l'Herbe Tendre.[5][17]
- 2019: La Brise de la Pastille[20][21][22] y On n’est pas là pour sucer des glaces.[9]
- 2020: L'âne & la carotte.[23][24][25]